# Riccardo Garosci
Riccardo Garosci (Torino, 5 luglio 1955) è un politico italiano, esponente di Forza Italia e già parlamentare europeo.

## Biografia

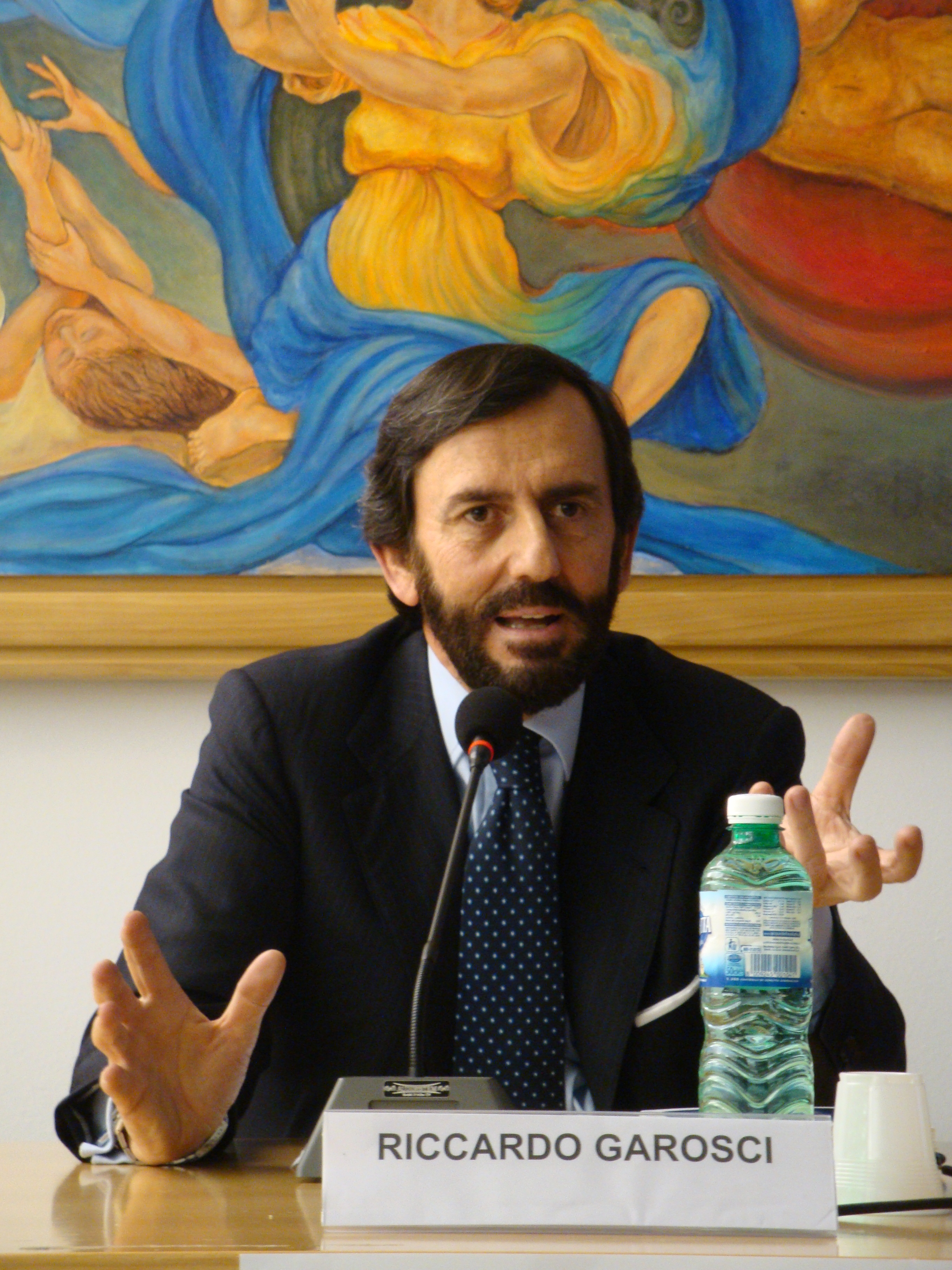
Riccardo Garosci durante una conferenza ad Alessandria

Nato nel 1955 a Torino, nel 2006 è stato designato presidente del comitato tecnico-scientifico del Ministero dell'istruzione, dell'università e della ricerca per l'educazione alimentare. L'anno seguente si aggiudica la Coppa del mondo rally raid di Classe T2, venendo inserito nell'Associazione Nazionale Atleti Olimpici e Azzurri d'Italia. Nel gennaio 2019 è stato nominato ispettore per l'Italia settentrionale dell'Istituto nazionale per la guardia d'onore alle reali tombe del Pantheon. Dal 2006 è Presidente della Maison de l'Italie, parte della Citè Universitaire di Parigi (CIUP). Dal 2019 è Presidente di AICE (Associazione Italiana Commercio Estero) e dal 2020 è Vice Presidente di Confcommercio Imprese per l'Italia e dal 2023 è Vice Presidente di Confcommercio Milano - Incaricato per l'internazionalizzazione e il commercio estero.

## Attività politica
È stato eletto deputato europeo alle elezioni del 1994 per le liste di Forza Italia. È stato vicepresidente del gruppo parlamentare "Unione per l'Europa" e della Commissione per i problemi economici e monetari e la politica industriale; membro della Commissione temporanea per l'occupazione, della Delegazione per le relazioni con la Repubblica popolare cinese, della Delegazione alla commissione parlamentare mista UE-Turchia, della Delegazione per le relazioni con l'Ucraina, la Bielorussia e la Moldavia e della Delegazione per le relazioni con l'Estonia.
Si ricandida alle elezioni del 1999 per il Centro Cristiano Democratico nella circoscrizione Italia nord-occidentale, ottenendo oltre 7.000 voti, ma senza essere eletto.
Nel 2001 si candida alla Camera dei deputati nel collegio uninominale Torino 2: sostenuto dalla Casa delle Libertà, ottenne il 41,7% dei voti e venne sconfitto dal rappresentante dell'Ulivo Luciano Violante.

## Risultati nel mondiale rally

### WRC
| 1984 | Scuderia | Vettura     |  |  |  |  |  |  |  |  |  |  |     |  |  |  |  |  | Punti | Pos. |
| ---- | -------- | ----------- |  |  |  |  |  |  |  |  |  |  | --- |  |  |  |  |  | ----- | ---- |
| 1984 |          | Range Rover |  |  |  |  |  |  |  |  |  |  | Rit |  |  |  |  |  | 0     |      |

| 1992 | Scuderia | Vettura         |    |  |  |  |  |  |  |  |  |  |  |  |  |  |  |  | Punti | Pos. |
| ---- | -------- | --------------- | -- |  |  |  |  |  |  |  |  |  |  |  |  |  |  |  | ----- | ---- |
| 1992 |          | Peugeot 309 GTI | 70 |  |  |  |  |  |  |  |  |  |  |  |  |  |  |  | 0     |      |

| 1994 | Scuderia | Vettura            |     |  |  |  |  |  |  |  |  |  |  |  |  |  |  |  | Punti | Pos. |
| ---- | -------- | ------------------ | --- |  |  |  |  |  |  |  |  |  |  |  |  |  |  |  | ----- | ---- |
| 1994 |          | Peugeot 106 Rallye | 106 |  |  |  |  |  |  |  |  |  |  |  |  |  |  |  | 0     |      |

| 2000 | Scuderia | Vettura                  |     |  |  |  |  |  |  |  |  |  |  |  |  |  |  |  | Punti | Pos. |
| ---- | -------- | ------------------------ | --- |  |  |  |  |  |  |  |  |  |  |  |  |  |  |  | ----- | ---- |
| 2000 |          | Mitsubishi Lancer Evo VI | Rit |  |  |  |  |  |  |  |  |  |  |  |  |  |  |  | 0     |      |

| Legenda | 1º posto | 2º posto | 3º posto | A punti | Senza punti | Ritirato | Squalificato | NP=Non partito C=Gara cancellata | Apice=Power stage |

### Gruppo N
| 1992 | Scuderia | Vettura         |    |  |  |  |  |  |  |  |  |  |  |  |  |  |  |  | Punti | Pos. |
| ---- | -------- | --------------- | -- |  |  |  |  |  |  |  |  |  |  |  |  |  |  |  | ----- | ---- |
| 1992 |          | Peugeot 309 GTI | 38 |  |  |  |  |  |  |  |  |  |  |  |  |  |  |  | 0     |      |

| 2000 | Scuderia | Vettura                  |     |  |  |  |  |  |  |  |  |  |  |  |  |  |  |  | Punti | Pos. |
| ---- | -------- | ------------------------ | --- |  |  |  |  |  |  |  |  |  |  |  |  |  |  |  | ----- | ---- |
| 2000 |          | Mitsubishi Lancer Evo VI | Rit |  |  |  |  |  |  |  |  |  |  |  |  |  |  |  | 0     |      |

| Legenda | 1º posto | 2º posto | 3º posto | A punti | Senza punti | Ritirato | Squalificato | NP=Non partito C=Gara cancellata | Apice=Power stage |